# Zaven Collins
Zaven Collins (Tulsa, 19 maggio 1999) è un giocatore di football americano statunitense che milita nel ruolo di linebacker per gli Arizona Cardinals della National Football League (NFL).

## Carriera universitaria
Dopo avere passato il primo anno a Tulsa come redshirt (poteva cioè allenarsi con la squadra ma non scendere in campo) nel 2017, Collins disputò 12 partite, di cui 10 come titolare, nel 2018, mettendo a segno 85 tackle, 1,5 sack e un intercetto. Nel 2019 disputò tutte le 12 partite come titolare, totalizzando 97 tackle e 2 sack. Nel 2020 vinse il Bronko Nagurski Trophy e il Chuck Bednarik Award come miglior difensore nel college football, oltre che il Lombardi Award.

## Carriera professionistica
Collins fu scelto come 16º assoluto nel Draft NFL 2021 dagli Arizona Cardinals. Debuttò come professionista partendo come titolare nella gara del primo turno contro i Tennessee Titans mettendo a segno 2 placcaggi. A metà stagione perse però il ruolo di titolare e chiuse la stagione con 25 placcaggi e 3 passaggi deviati.
Nella settimana 9 della stagione 2022 Collins mise a segno un intercetto su Geno Smith che ritornò per 30 yard in touchdown.
Nella settimana 9 della stagione 2024, Collins mise a segno due sack su Caleb Williams nella vittoria sui Chicago Bears.